# Abschnitt 40
Abschnitt 40 ist eine in Berlin spielende und preisgekrönte Polizeiserie, die vom Fernsehsender RTL ausgestrahlt wurde. Sie wurde 2003, 2004 und 2005 in der Kategorie „Beste Serie“ mit dem Deutschen Fernsehpreis ausgezeichnet.

## Handlung
Der Fokus der Serie liegt – anders als bei vielen anderen Krimiserien – auf den Personen und nicht auf den Fällen. Die Charaktere und ihre Reaktionen auf bestimmte Ereignisse im Dienst stehen im Vordergrund. Alle Folgen beinhalten nur die Ereignisse innerhalb eines Tages und gehen niemals darüber hinaus. Allerdings gibt es eine Rahmenhandlung, die die Ereignisse aus vorhergehenden Episoden wieder aufgreift.

## Charaktere

### Georg Burrow
Polizeihauptkommissar Georg Burrow ist der Dienstgruppenleiter von Abschnitt 40. Er ist mit Anne Burrow verheiratet, die unter Multipler Sklerose leidet und im Rollstuhl sitzt. Er ist Mitte 50 und Kettenraucher. Er ist sehr erfahren und wird von seinen Untergebenen respektiert.

### Wolfgang Dudtke
Polizeihauptkommissar Wolfgang Dudtke ist stellvertretender Dienstgruppenleiter von Abschnitt 40. Er ist geschieden und hat eine 16-jährige Tochter namens Tina. Da er meistens Innendienst macht und das Musterexemplar eines emotionslosen, bürokratischen Beamtens zu sein scheint, wird er von den Kollegen des Abschnitts wenig respektiert. Unter seiner unterkühlten Fassade brodelt jedoch der Hass auf verkommene und kriminelle Subjekte, die seinen konservativen Wertevorstellungen zuwiderlaufen.
Wenn sich dieser Hass jedoch seinen Weg an die Oberfläche bahnt, wird aus dem hüftsteifen Beamten eine tickende, gewalttätige Zeitbombe.
Dudtke verlässt Abschnitt 40 Mitte der 2. Staffel und wird durch Egon Lochow ersetzt.

### Sebastian Franke
Polizeioberkommissar (ab Anfang 3. Staffel Polizeihauptkommissar) Sebastian Franke ist Anfang 30 und ein ehrgeiziger Vorzeigepolizist, der meistens als Einsatzleiter fungiert, dessen Karriere allerdings durch einen peinlichen Fehler ins Trudeln gerät. Er ist mit Carola Franke, der Schwester seines Kollegen Ulf Meinerts verheiratet und wird in Folge 3 der dritten Staffel Vater einer Tochter namens Lotte.
Er bildet zusammen mit Schwager Ulf Meinerts ein Streifenteam.

### Kerstin Rohde
Polizeihauptmeisterin (ab 3. Staffel Polizeikommissarin) Kerstin Rohde ist Ende 30, geschieden und Mutter einer 18-jährigen Tochter. Sie hat eine positive und ausgleichende Art und hält zusammen mit Georg Burrow die gegensätzlichen Charaktere des Abschnitts zusammen. Normalerweise gehört sie zum Innendienstpersonal, fährt aber auch gelegentlich Streife, meistens mit Sonja Köhler.

### Cora Winkler
Polizeioberkommissarin Cora Winkler ist Ende 30, ledig, und hatte eine Affäre mit ihrem Kollegen Jan Eisnach. In Staffel 2, Folge 1 Schusswaffengebrauch, erschießt sie einen Verbrecher, mit dessen Bruder sie bei der gemeinsamen Bewältigung des Traumas zusammenkommt und in den folgenden Staffeln liiert ist.

### Harald Thomsen
Polizeihauptmeister Harald Thomsen ist Anfang 40 und war früher bei der Volkspolizei. Aufgrund einer Zurückstufung und eines Beförderungsverbots kann er beruflich nicht mehr weiterkommen. Das interessiert ihn aber nicht sonderlich. Er ist eine relativ undurchsichtiger Mensch, der oft in Bordellen verkehrt, und über den ansonsten wenig bekannt ist.
Im Kollegenkreis ist er nicht sonderlich beliebt, Fragen nach seiner Person wischt er meistens mit dummen Sprüchen weg.
Harald fährt mit Grischa meist in Zivil Streife, die beiden sind meistens für „Sonderaufgaben“ zuständig.

### Ulf Meinerts
Polizeihauptmeister Ulf Meinerts ist Ende 20 und ledig, seine Beziehungen dauern meist nur wenige Wochen. Nachdem sein bester Freund beim Einsatz erschossen wurde, kümmerte er sich um die junge Witwe und ihr Kind. Er fährt zusammen mit seinem Schwager Sebastian, den er auch aufnahm, als ihn Carola vorübergehend vor die Tür setzte, Streife.
Er handelt auch gerne mal aus dem Bauch heraus und ist sehr emotional. Aus verschiedenen Gründen hatte er bereits zwei Disziplinarverfahren hinter sich. Er raucht auch sehr gerne Marihuana.
Als er während eines Einsatzes Rechtsradikale beschützen musste, ließ er sich zu einem tätlichen Angriff gegen den Anführer hinreißen. Durch diesen Einsatz erkannte er, dass Polizist doch nicht der richtige Beruf für ihn ist und verließ den Abschnitt in der zweiten Folge der 4. Staffel, um in Spanien an der Costa Brava eine Kneipe aufzumachen.

### Jan Eisnach
Polizeiobermeister (ab der 4. Staffel Polizeihauptmeister) Jan Eisnach ist Ende 20, verheiratet und Vater einer kleinen Tochter. Das hindert ihn jedoch nicht daran, zeitweise auch noch mit seiner Kollegin Cora Winkler eine sexuelle Beziehung zu pflegen. Er stammt aus der Mittelschicht, hat Abitur und möchte gerne zur Kripo. Sein Engagement für den Streifendienst ist eher bescheiden. Während eines Einsatzes zu Beginn der 4. Staffel greift er in eine Fixerspritze und infiziert sich mit dem HI-Virus, was er jedoch allen außer Cora gegenüber zunächst verschweigt.

### Sonja Köhler
Polizeimeisterin (ab 4. Staffel Polizeiobermeisterin) Sonja Köhler ist Anfang 20, in München groß geworden und die am wenigsten erfahrene Beamtin des Abschnitts. Sie stößt in der Pilotfolge neu vom Abschnitt Mitte zum Team und fährt zunächst mit Ulf Meinerts Streife, später mit Kerstin Rohde. Ihr Charakter ist äußerst zwiespältiger Natur, Meinerts schwärzte sie in der 1. Staffel wegen eines von ihr begangenen Fehlers an, ihren verheirateten Kollegen Sebastian Franke verführte sie in der 2. Staffel und suchte danach die Nähe zu seiner Ehefrau.

### Grischa Kaspin
Polizeimeister (ab der 4. Staffel Polizeiobermeister) Grischa Kaspin ist Anfang 20, russischer Herkunft und als Partner von Harald Thomsen meistens in Zivil unterwegs. Ende der 1. bis Mitte der 2. Staffel hatte er ein Verhältnis mit der russischen Prostituierten Natalja, welche vermutlich auch mit seinem Partner Harald zusammen war.

### Egon Lochow
Polizeihauptkommissar Egon Lochow, Anfang 40, ehemaliger Angehöriger der Volkspolizei, kam vorläufig in der Mitte der 2. Staffel als Nachfolger von Wolfgang Dudtke auf den Abschnitt, und hat seither mit seiner verlogen-freundlichen und intriganten Art viel Zwietracht gesät. Aus alten Vopo-Zeiten kennen er und Harald Thomsen sich. In der DDR wurde Lochow für „besondere Leistungen bei der grenzsichernden Truppe der Deutschen Demokratischen Republik“ ausgezeichnet.

### Alexander Neufels
Polizeioberkommissar Alexander Neufels kommt Anfang der 4. Staffel für Ulf Meinerts auf den Abschnitt. Er ist ein guter Polizist und sehr von sich überzeugt, was bei den Kollegen manchmal zu Irritationen führt. Er fährt zuerst mit Sebastian und später mit Sonja Streife.

### Rolf Mallewitz
Polizeihauptmeister Rolf Mallewitz ist Mitte 40 und spricht ausschließlich berlinerisch. Er ist bei der Ausübung seines Berufes sehr brutal. So schlägt er einen Hausbewohner zusammen, nachdem dieser die Beamten mehrfach heftig beleidigt hat. Einem mutmaßlichen Vergewaltiger verweigert Mallewitz die Hilfeleistung und lässt ihn von einem Parkhaus abstürzen, wobei er sich schwer verletzt.

Hauptcast
Nebencast

## Hintergrund
Die Serie konnte keine überragenden Quoten vorweisen. So lagen die erste und die zweite Staffel unter dem Senderschnitt. Staffel 3 erreichte den Höhepunkt: So sahen die Serie bspw. am 17. Februar 2005 4,99 Millionen Zuschauer bei einem Marktanteil von 15,3 Prozent.
Nachdem zweimal jeweils 1½ Jahre Pause zwischen den Staffeln lagen und starke Konkurrenz am angestammten Sendeplatz am Donnerstag um 21:15 Uhr etabliert worden war, nahm RTL nach fünf Folgen der 4. Staffel die Serie aus dem Programm. Bereits die erste Folge der vierten Staffel (Faust in der Tasche) am 18. September 2006 konnte nur schwache Quoten vorweisen: insgesamt 2,91 Millionen Zuschauer (Marktanteil: 10,3 Prozent) und 1,42 Millionen (Marktanteil: 11,4 Prozent). Die vorerst letzte fünfte Folge, der insgesamt 13 produzierten Folgen der vierten Staffel, wurde am 12. Oktober 2006 gesendet. Erst ab Mai 2012 wurde eine fünfte Staffel mit 8 Episoden (restliche ungesendete Folgen, produziert bis 2006) im Sender RTL Crime gesendet.
Produzent der Serie war die Typhoon AG, deren Vorstandsvorsitzender der ehemalige RTL-Geschäftsführer Marc Conrad ist. Sein Vorgänger bei RTL war der heutige Typhoon-Aufsichtsratsvorsitzende Helmut Thoma.
Aus unbekannten Gründen wurde lediglich die dritte Staffel auf DVD veröffentlicht.

## Auszeichnungen
- 2001
  - Deutscher Fernsehpreis – Bester Schnitt an Trevor Holland
  - New York Festivals – Bronze Medal
- 2003
  - Festival de Télévision de Monte-Carlo – Best European Producer of the Year Award
  - Deutscher Fernsehpreis – Beste Serie
- 2004
  - Bayerischer Fernsehpreis an Marc Conrad und Friedrich Wildfeuer
  - Robert-Geisendörfer-Preis – Christoph Darnstädt (Buch) und Florian Kern (Regie) für Folge 11 Straßen der Nacht
  - Deutscher Fernsehpreis – Beste Serie
- 2005
  - Deutscher Fernsehpreis – Nachwuchspreis für Josefine Preuß (Folgen 21, 23 und 24)
  - Deutscher Fernsehpreis – Beste Serie
- 2006
  - Deutscher Fernsehkrimipreis – Bestes Ensemble

## Kritiken
„Realistische Serie, die den Alltag von uniformierten Beamten deutlich härter zeigt als das Großstadtrevier.“

## Crossover
In der Folge Blutrache sind die Beamten Stefan Kehler und Alex Bonhoff aus der RTL-Serie Im Namen des Gesetzes zu sehen. Dieses Crossover ist speziell deshalb bemerkenswert, weil sich die Serien von der Anlage stark unterscheiden. Während bei Im Namen des Gesetzes der Fokus komplett auf dem Kriminalfall liegt, stehen bei Abschnitt 40 die Persönlichkeiten der Polizisten im Vordergrund.